# Afton (Oklahoma)
Afton è una città della Contea di Ottawa, in Oklahoma. La popolazione al censimento del 2000 era di 1.118 persone residenti.